# Age of Empires II: The Age of Kings
Az Age of Empires II: The Age of Kings (gyakori rövidítés: AoE2, AoK) a közismert Age of Empires-sorozat második tagja az Age of Empires után. 1999-ben jelentette meg a Microsoft az Ensemble Studios fejlesztésével. A játék típusa valós idejű stratégiai játék. Míg a széria első része az ókorban, ez az epizód a középkorban játszódik.
A játékmenet nagy vonalakban hasonlít az első részbelihez, a fő újdonság a kastélyok és a bennük gyártható, civilizációra jellemző sajátegységek megjelenése.
Az egyik legnépszerűbb számítógépes játék, amely valaha készült, elődjével együtt a stratégiai videójátékok atyjának szokás tekinteni. Máig fennálló népszerűségének köszönhetően a mai napig frissítik, dlc-k sokasága jelent már meg az alapjátékhoz.

## Játékmenet
Ahogyan más valós idejű stratégiai játékokban, a játszma kezdetén minden játékos kap egy bázisépületet, az Age of Kingsben ez a városközpont, ahol falusiakat lehet toborozni nyersanyag ellenében. Ezekkel gyűjthetjük be a további nyersanyagokat (élelem, fa, kő, arany), amikből épületek és egységek hozhatók létre, így fejleszthető a társadalom, a gazdaság, vagy a haderő. A katonai egységekkel le kell rombolni vagy elfoglalni az ellenséges játékosok épületeit.
Megmaradt az előző részből ismert civilizációkra osztás és a fejlődési korszakok is. A legkorábbi a „sötét kor” (dark age), ekkor a lehetőségek még nagyon korlátozottak, csak falusiakat, halászhajót és egyfajta harcost képezhetünk. Cél minél hamarabb (de megfelelő populációval) a fejlettebb korokba jutni; ezekben már jóval több a lehetőség (például kereskedés), és mind többször kerül sor harcra a játékosok között. A korábbi egységek természetesen fejleszthetők és lehetőség nyílik várakat is építeni, melyek rendkívül jó védelmet nyújtanak és a civilizációra jellemző elit egységeket képeznek. Az utolsó, birodalmi korban (Imperial Age) már nagyon sok lehetőség van, rengeteg fejlesztés érhető el.

### Civilizációk
A játékosok 13 civilizáció közül választhatnak a játékban, melyek négyfajta épületstílusba oszthatók: Nyugat-Európa, Közép-Európa, Közel-Kelet és Távol-Kelet. A civilizációk a következők: britek, bizánciak, kelták, kínaiak, frankok, gótok, japánok, mongolok, perzsák, szaracénok, teutonok, törökök és vikingek. Minden civilizációnak megvan a saját erőssége és a gyengesége is. Mindegyik képes a várban egy saját elit egység kiképzésére. Ezek a népek teszik rendkívül változatossá a játékot, bár nagyon sok térkép a többség ugyanazzal a civilizációval van, mert az adott helyzetben jóval előnyösebbek (például Arábián a hunok, Islandson a vikingek).

### Játékmódok
A játék egyjátékos módja beépített hadjáratokat (campaigns) tartalmaz. A legegyszerűbb többjátékos játékforma a véletlen térképes (random map), AI vagy élő játékosok ellen. Itt beállítható be a térkép típusa (pl. trópusi szigetek vagy hóborította szárazföldek), a típus alapján a játékba épített szkriptrendszer generál egy, a megadott elemeket nagyjából véletlenszerűen elszóró térképet. Beállítható a játékosok száma, a civilizációk, valamint még számos más egyéb jellemző is. Többfajta véletlentérképes játszmatípus van, pl. az „öld meg a királyt!” (regicide), ahol több falusival, várral és mindenki egy királlyal kezd és egy játékos akkor veszít, ha a királya elesik; de van olyan játszmatípus is, ahol „csodát” (wonder) kell minél előbb építeni és azt megvédeni.

## Fejlesztés
Az alapjáték megjelenése után az Ensemble Studios szerződést kötött a Microsofttal, miszerint folytatják a sorozatot. A terv az volt, hogy fejlesztik és így felhasználják az előző játék Genie motorját, viszont a fejlesztő nem készült el időre és még egy év haladékot kért. Közben kiadták az Age of Empires: The Rise of Rome-t 1998 karácsonyán. Ezután több új programozót és fejlesztőt is felvettek a cégbe, hogy be tudják tartani a megadott határidőt. Végül a második rész 1999 szeptemberére készült el.
Az eredeti Age of Empires-t sokan kritizálták a fejletlen mesterséges intelligencia miatt; az első részben túl könnyen le lehetett győzni a számítógépet, a falusiak pedig gyakran ragadtak erdőbe, illetve házak közé. Az Age of Empires 2-ben ezeket a problémákat orvosolták.
Itt nyílik először lehetőség a szkenariókészítésben triggerek használatára. A triggerek feltételekhez, általában játékcselekményekhez kötött előre beállított játékakciók, parancstípusok, amelyek igencsak kibővítik a térkép- és küldetéstervezők lehetőségeit. Például a térkép adott pontjára lehet rakni időzítetten, vagy akár bizonyos feltételekhez – mondjuk egy épület lerombolásához – kötve jutalom-egységeket, erőforrásokat lehet a játékosok készletéhez hozzáadni, vagy elvenni, üzeneteket megjeleníteni a képernyőn, hangfájlok lejátszására parancsot adni, a játékban előforduló akciókat véghezvinni, általában: előre megrendezett eseményeket elkészíteni. Ezek segítségével akár olyan minőségű szkenáriókat is létrehozhatunk, mint amikből a játék beépített hadjáratai állnak. A trigger-rendszert a játék folytatása (Age of Empires III), valamint a szintén Genie motorra épülő rokon játék, a Star Wars Galactic Battlegrounds is megtartotta.

## Többjátékos mód
A játék nagy előnye, hogy akár többen is játszhatnak vele, például helyi hálózaton vagy interneten keresztül. A Microsoft 2006-ig üzemeltette a MSN Gaming Zonet.

## Kiegészítők

### The Conquerors
2000-ben, az alapjáték megjelenése után egy évvel a Microsoft kiadta az első kiegészítőt a játékhoz, a The Conquerors-t. Ezzel a kiegészítővel öt új civilizáció (koreaiak, spanyolok, maják, aztékok, hunok) került a játékba, így a választható civilizációk száma 18-ra emelkedett. A majákkal és az aztékokkal egy teljesen új épülettípus (újvilági) is megjelent. A koreaiak a távol-keleti, a spanyolok a nyugat-európai, a hunok pedig a közép-európai stílust kapták meg.

### The Forgotten
A elkövetkező 13 évben nem készült kiegészítő a játékhoz. A The Forgotten (nem hivatalosan The Forgotten Empires) kiegészítőn pár lelkes játékos kezdett el dolgozni, ebből kifolyólag egy nem hivatalos kiegészítőnek indult, azonban végül a Microsoft a szárnyai alá vette, így hivatalos lett, még patch-eket is készítettek hozzá (ez utóbbit 2015-ben jelentették be). A The Forgotten a Microsoft-tól 2013. november 7-én jött ki. Ebben a kiegészítőben ismét 5 új civilizáció áll rendelkezésre. Ezek az indiaiak, az inkák, a magyarok, az itáliaiak és a szlávok. A magyarok és a szlávok, valamint az itáliaiak hoztak új épületstílusokat a játékba. Előbbiek a kelet-európai, utóbbi a dél-európai stílust. Az inkák az újvilági stílusban építkeznek. Az indiaiak csak a 2016-os Rise of the Rajas kiegészítőben kaptak saját épülettípust, itt és a következő kiegészítőben még a közel-keleti stílussal láthatjuk őket. Ebben a kiegészítőben így már 23 civilizációt választhatunk.

### The African Kingdoms
A The African Kingdoms kiegészítő elkészítését 2015. április 9-én jelentették be, ugyanez év november 5-én pedig ki is adták. Ez a kiegészítő a középkor hihetetlenül gazdag afrikai birodalmaiba repíti vissza a játékost. Megjelennek a berberek, az etiópiaiak és a Mali Birodalom, sőt, egy európai állammal is bővül a játék: immár a nagy földrajzi felfedezések-korabeli Portugáliát is választhatjuk, így 27-re emelkedett a játékban megtalálható civilizációk száma. Malival és az etiópiaiakkal kapunk egy újabb épülettípust (afrikai), a portugálokkal a dél-európai, a berberekkel pedig a közel-keleti stílusban építkezhetünk.

### Rise of the Rajas
2016. december 19-én adták ki. A Rise of the Rajas-szal immár 31 középkori civilizáció életébe nyerünk betekintést. A négy új a burmaiak, a vietnámiak, a khmerek és a malájok. Ezekkel az új civilizációkkal egy újabb épületstílus, a délkelet-ázsiai jelent meg. A The Forgotten-ben megjelent indiaiak ebben a kiegészítőben kaptak saját épületstílust (indiai).

### Definitive Edition
A 2019. november 19-én kiadott Definitive Edition a játék 20 éves jubileumának alkalmából készült. A 4K ultra HD-s minőség mellett a zene és több más grafikai elem is megújult, emellett négy új civilizációt léptettek be a játékba: a bolgárokat, a kunokat, a litvánokat és a tatárokat.
A nagy népszerűségnek örvendő Definitice Edition neve megtévesztő lehet, ugyanis a gyártó bár annak keretein belül, mégis a megjelenés után további megvehető tartalmat tett közzé. A jelen bejegyezés megírásáig a Lords of the West néven letölthető tartalom jelent meg, amely további kettő civilizációval, a burgundival és a szicíliaival bővítette a játékban választható népek sorát, valamint új teljesen szinkronizált küldetések is megjelentek elsősorban az új civilizációkhoz kapcsolódóan.
A végleges kiadás nyilvánosságra hozatalakor a készítők figyelemmel voltak a megnövekedett grafikai igényekre is, ezért az erősebb hardverrel rendelkező játékosok számára lehetővé tették a továbbfejlesztett grafikus csomag letöltését, amely további 30 GB tárolókapacitás feláldozásával futtatható az arra alkalmas rendszereken.
A kiadás több új online játékmódot is tartalmaz, amelyek megújult és letisztult felületen érhetőek el. Az egyik ilyen játék mód a Ranked game azaz rangsorolás alapján induló játék. Ennek lényege, hogy hasonló rangsorú játékosokat sorsol egymás ellen, így a két csapat erőviszonyai (legalábbis rangsor alapján) kiegyenlítettek a játékban, fokozva ezzel a játékélményt. Az ilyen játékmód lehet két, vagy akár többjátékos is (4 vs. 4 játékig), továbbá beállítható előnyben részesített pálya, valamint egyes pályák kizárhatóak. A rangsorolás alapján indított játékban nem minden pálya, illetve játékmód érhető el.  Mindeközben szoba létrehozására is lehetőség nyílik a korábbi kiadások mintájára mindenféle korlátozás nélkül. Manapság egyre több nemzetközi online torna is megrendezésre kerül, míg a játék népszerűsége töretlen.

## Fontosabb modifikációk
Az Age of Kings egyik legközismertebb és legnagyobb szabású „gyermeke” a modifikációként indult, majd teljes konverziójaként folytatódott, s végül teljesen önállósodott nyílt forráskódú szabad játékszoftver, az ókorba visszatérő 0 A.D.

## Fordítás
- Ez a szócikk részben vagy egészben  az   Age of Empires II: The Age of Kings című angol Wikipédia-szócikk ezen változatának fordításán alapul.  Az eredeti cikk szerkesztőit annak laptörténete sorolja fel. Ez a jelzés csupán a megfogalmazás eredetét és a szerzői jogokat jelzi, nem szolgál a cikkben szereplő információk forrásmegjelöléseként.